# Blanka Kajdon
Blanka Kajdon (* 12. Juni 2002 in Veszprém, Ungarn) ist eine ungarische Handballspielerin, die für den ungarischen Erstligisten Váci NKSE aufläuft.

## Karriere

### Im Verein
Kajdon spielte anfangs bei den ungarischen Vereinen DSE Veszprém, Éles KSI, BDSE Nemesvámos. Ab dem Sommer 2017 besuchte die Rückraumspielerin die Nemzeti Kézilabda Akadémia (kurz NEKA), eine von Lajos Mocsai initiierte nationale Handballakademie. In der Saison 2020/21 lief Kajdon für den ungarischen Erstligisten Boglári Akadémia-SZISE auf, ein Kooperationsprojekt zwischen NEKA und dem ungarischen Verein Szent István SE. In der Saison 2021/22 stand Kajdon beim ungarischen Erstligisten Vasas Budapest unter Vertrag und schloss sich daraufhin dem Ligakonkurrenten Siófok KC an. Im Sommer 2023 wechselte sie zum norwegischen Erstligisten Molde HK. Ab der Saison 2024/25 besaß sie einen Vertrag beim französischen Erstligisten Nantes Atlantique Handball. Da der Verein jedoch im Sommer 2024 Insolvenz angemeldet hatte, wechselte sie stattdessen zum deutschen Bundesligisten BSV Sachsen Zwickau. Zur Saison 2025/26 wechselte sie zum ungarischen Verein Váci NKSE.

### In Auswahlmannschaften
Kajdon errang mit der ungarischen Jugendnationalmannschaft den Titel bei der U-17-Europameisterschaft 2019, bei der sie zum MVP gewählt wurde. In der nächsten Altersklasse gewann sie mit der ungarischen Juniorinnennationalmannschaft bei der U-19-Europameisterschaft 2021 ebenfalls den EM-Titel und wurde erneut zum MVP gewählt. Im darauffolgenden Jahr gewann sie bei der U-20-Weltmeisterschaft die Silbermedaille. Kajdon wurde beim Turnier zusätzlich in das All-Star-Team berufen.